# Man on Wire – Der Drahtseilakt
Man on Wire – Der Drahtseilakt (Originaltitel: Man on Wire) ist ein Dokumentarfilm von James Marsh aus dem Jahr 2008. Der Film basiert auf dem Buch Über mir der offene Himmel von Philippe Petit und erzählt von dessen Durchführung eines nicht genehmigten und daher illegalen Hochseillaufs zwischen den Zwillingstürmen des New Yorker World Trade Centers im Jahr 1974. Der Titel des Films wurde dem Polizeibericht entnommen, der zur anschließenden Festnahme von Petit angefertigt wurde. Der Film wurde im Stile eines Heist-Movies produziert und präsentiert seltenes Filmmaterial der Vorbereitungen des Ereignisses, Fotos des Drahtseillaufs, Szenen aus dem Leben des jungen Petit und Interviews mit den Beteiligten.

## Filmmusik
1. Fish Beach – Michael Nyman
2. History Of The Insipid – Michael Nyman
3. Dreams Of A Journey – Michael Nyman
4. Time Lapse – Michael Nyman
5. The Disposition Of Linen – Michael Nyman
6. Chasing Sheep – Michael Nyman
7. An Eye For Optical Theory – Michael Nyman
8. A Ramble In St. James's Park – Michael Nyman
9. Passage de L'Egalité – Michael Nyman
10. Drowning By Number 2 – Michael Nyman
11. Trysting Fields/Sheep 'n' Tides – Michael Nyman
12. Memorial – Michael Nyman
13. Leaving Home (Opening Titles) – Josh Ralph
14. Leaving Home Sunday Exploration (End Credits) – Josh Ralph
15. Erik Satie: Gnossiennes No. 1 Lent – Pascal Rogé
16. Erik Satie: 3 Gymnopédies No.1 – Pascal Rogé

## Auszeichnungen
Der Film gewann eine Vielzahl von Preisen, unter anderen den Oscar 2009 als bester Dokumentarfilm, den Preis der Jury und Publikumspreis des Sundance Film Festival 2008, den British Academy Film Award (BAFTA Award) und den Independent Spirit Award.
Der Aggregator Rotten Tomatoes registrierte 150 positive von 150 Kritiken (100 %); damit ist Man on Wire nach Toy Story 2 der am besten rezensierte Film aller Zeiten.